# 伊藤元己
伊藤 元己（いとう もとみ、1956年 - ）は、日本の植物学者・生物学者・昆虫学者。理学博士（京都大学）。東京大学教授。
1956年、愛知県名古屋市生まれ。1978年、京都大学理学部卒業。1987年、京都大学大学院理学研究科博士課程修了。東京都立大学理学部助手、千葉大学理学部助教授などを経て、東京大学大学院総合文化研究科広域科学専攻広域システム科学系教授。植物をはじめ、昆虫や微生物、生物間相互作用に関する進化、生物多様性などを研究。生物多様性情報学や保全生物学の研究も行う。分子生物学的手法から野外調査まで、研究手法も多岐にわたる。

## 書籍
- 2012年「植物の系統と進化」ISBN 9784785358525
- 2013年「植物分類学」ISBN 9784130622219
- 2018年「新しい植物分類体系: APGでみる日本の植物」ISBN 9784829965306